# 北海道野幌高等学校
北海道野幌高等学校（ほっかいどうのっぽろこうとうがっこう、Hokkaido Nopporo High School）は、北海道江別市に所在する公立（道立）の高等学校。

## 沿革
- 1948年（昭和23年）- 設立認可、北海道野幌高等学校が開校、千歳分校（定時制農業科）を設置[注 1][1][2]。
- 1950年（昭和25年）- 千歳分校を豊平町立月寒高等学校へ移管[3]。
- 1972年（昭和47年）- 全日制普通科設置[4]。
- 1974年（昭和49年）- 校舎改築第一期工事着工[1]。
- 1975年（昭和50年）- 定時制農業科閉科[1]。
- 1978年（昭和53年）- 西野幌から元野幌へ新校舎に移転[4]。
- 1979年（昭和54年）- 柔剣道場完成、校歌制定（作詞：松本達雄、作曲：加藤けん三）[1]。
- 1993年（平成5年） - 第二体育館新築工事完成[1]。
- 1997年（平成9年）- 防災対策校舎改造第一期・第二期工事完成[1]。
- 2008年（平成20年）- コンピュータ室増設工事完成、学校教育目標改訂、フィールド制の導入[1]。
- 2018年（平成30年）- 校舎大規模改造第一期・第二期工事完成[1]。
- 2019年（平成31年）- 新制服を制定[5]。
- 2022年（令和4年）- アンビシャススクールを導入[1]。
- 2024年（令和6年）- コミュニティ・スクールを導入[1]。

## 教育目標
- 豊かな人間性[6]。
- 挑戦する意欲[6]。
- 持続可能な社会を担う力[6]。

## 教育課程
- 全日制課程
  - 普通科

## 学校行事
学校行事は以下の通り。
- 4月 - 前期始業式、入学式、基礎力診断テスト、生徒会オリエンテーション
- 5月 - ふれあい看護体験
- 6月 - 前期中間考査、体育大会
- 7月 - 学校祭、一般職業適性検査（1年）、夏季休業
- 8月 -
- 9月 - 前期期末考査、インターンシップ（2年）、生徒会役員選挙、SPI基礎テスト（2年）、学期間休業
- 10月 - 後期始業式、基礎力診断テスト（1・2年）、芸術鑑賞（3年）、職業説明会（1年）、見学旅行（2年）
- 11月 - 命の授業（3年）、後期中間考査
- 12月 - 進路ミュージカル（1・2年）、冬季休業
- 1月 - 後期期末考査（3年）
- 2月 - 後期期末考査（1・2年）
- 3月 - 卒業式、救命講習（1年）、命の授業（1・2年）、修了式、年度末休業

## 部活動・同好会・外局
| 体育部 - 野球部 - バドミントン部（男子・女子） - 剣道部 - 卓球部 - テニス部 - 陸上部 - バスケットボール部 | 文化部 - 吹奏楽部 - 演劇部 - 書道部 - 茶道部 - 調理部 - 写真部 - 漫画アニメ部 - 囲碁将棋部 - コンピュータ部 - ボランティア部 |

同好会
- サッカー同好会

外局
- 図書局
- 放送局

## 交通アクセス
鉄道
- JR函館本線野幌駅北口より徒歩35分。

バス
- 北海道中央バス 江別2番通線「野幌高校」停留所下車、徒歩5分。
- ジェイ・アール北海道バス 大麻団地線「2番通9丁目」停留所下車、徒歩16分。

## 著名な出身者
- 青地公美（女優）- 哀川翔の妻。
- 齊藤太一（ミュージカル俳優）
- TSUGUMI（ミュージシャン、SOULHEAD）
- 森若香織（ミュージシャン、元GO-BANG'S）
- YOSHIKA（ミュージシャン、SOULHEAD）
- 渡部五月（柔道選手）